# 內田真由美
內田真由美（日语：内田 眞由美，1993年12月27日—）是日本女藝人及實業家，原為女子偶像團體AKB48 Team K成員，東京都八王子市出身。

## 來歷
2007年
- 參加AKB48第二回研究生（5期生）甄選合格。

2009年
- 8月23日舉行的『讀賣新聞創刊135周年記念演唱會 AKB104選抜成員組閣祭』演唱會的晚場公演中，公布將昇格成為Team K的成員（實際Team K成員昇格在2010年3月12日）。

2010年
- 3月25日舉行的『AKB48 希望滿席祭 贊否兩論』的晚場公演中，發表移籍到Mousa，4月22日從AKS發表成為該公司所屬的成員。
- 9月21日舉行的『AKB48第19張單曲選拔猜拳大會』中優勝（第1位），於12月8日發售的第19張單曲「機會的順序」首次進入選抜成員，同時亦是首次擔當Center的職務。
- 11月4日-LGMonkees的「Life feat.Noa」的音樂影片其中一個場景是猜拳對決[2]。
- 12月15日、星野亞希的品牌袋「SAVOY」表參道總店的參加開業活動。是內田首次的單獨出席活動[3]。

2011年
- 9月20日舉行的『AKB48第24張單曲選拔猜拳大會』中不敵指原莉乃，在首輪出局。未能入選選拔成員。

2012年
- 9月18日舉行的『AKB48第29張單曲選拔猜拳大會』中優勝獲得第4，自「機會的順序」以來再次以猜拳形式進入選抜成員[4]。

2013年
- 2月22日，發表首部隨筆寫真《滲入岩石的“内田”之聲》[5]。

2014年
- 1月31日，發表戀愛短篇小說集《不能說的戀心（言えない恋心）》[6]。
- 2月24日，於「AKB48集團大組閣祭」中宣布留任Team K[7]。
- 3月31日、因與經紀公司Mousa的合約期滿而退出[8]，轉回AKS。
- 4月29日，自己開辦並監製的烤肉店「焼肉 IWA」在新宿開張。[9]

## 人物
- 左撇子。
- 在升格成正式成員的5期生當中是最晚在AKB48劇場登場的。
- 喜歡的藝人是濱崎步。是田中麗奈的歌迷。
- 有一個哥哥。
- AKB48的成員以外，與Feam的Chiaki（瀬戶千明）是好友[10]。

### AKB48相關
- 自我介紹詞是「小っちゃくたって熱き想いはエベレスト級」。
- 因为憧憬分隊Team A的队长高桥南而参加了AKB48甄选。第1回選抜總選舉開始前和高橋立下「想站在Center位置。进入选拔」的約定，2010年5月25日的AKB48劇場公演結束後對Team K中心位置的大島優子說「我也想站在Center位置。奪取Center」的宣言[11]。

## 參加AKB48樂曲

### 單曲CD選拔曲
| 單曲                                                       | 專輯               | 曲目                 | 名義                  |
| ---------------------------------------------------------- | ------------------ | -------------------- | --------------------- |
| 2008年〔10月22日發售〕                                     |                    |                      |                       |
| 10th                                                       | 大聲鑽石           | 大聲鑽石             | 研究生                |
| 2009年〔10月21日發售〕                                     |                    |                      |                       |
| 14th                                                       | RIVER              | 飛機雲               | Theater Girls         |
| 2010年〔5月26日、10月27日、12月8日發售〕                   |                    |                      |                       |
| 16th                                                       | 馬尾與髮圈         | 我的YELL             | Theater Girls         |
| 18th                                                       | Beginner           | 哭泣的場所           | DIVA                  |
| 19th                                                       | 機會的順序         | 機會的順序 ALIVE     | 猜拳選拔Center Team K |
| 2011年〔2月16日、5月25日、10月26日、12月7日發售〕          |                    |                      |                       |
| 20th                                                       | 變成櫻花樹         | 偶然的十字路         | Under Girls           |
| 21st                                                       | Everyday、髮箍     | 人的力量             | Under Girls           |
| 23rd                                                       | 風正在吹           | Vamos                | Under Girls 薔薇組    |
| 24th                                                       | 崇尚麻里子         | 零和太陽             | Team K                |
| 2012年〔2月15日、5月23日、8月29日、10月31日、12月5日發售〕 |                    |                      |                       |
| 25th                                                       | GIVE ME FIVE!      | 榮格和佛洛伊德的情況 | Special Girls C       |
| 26th                                                       | 仲夏的Sounds good! | 3滴眼淚              | Special Girls         |
| 27th                                                       | 格子花紋           | 那一天的風鈴         | Waiting Girls         |
| 28th                                                       | UZA                | 破壞&重建            | Team K                |
| 29th                                                       | 永遠的壓力         | 永遠的壓力           | 猜拳選拔第4名         |
| 2013年〔2月20日、5月22日、10月30日發售〕                   |                    |                      |                       |
| 30th                                                       | So long !          | 夕陽瑪麗             | 大島Team K            |
| 31st                                                       | 再見自由式         | How come ?           | Team K                |
| 32nd                                                       | 真心電流           | 細雪的悔悟           | Team K                |
| 2014年〔2月26日發售〕                                      |                    |                      |                       |
| 35th                                                       | 勇往直前           | 戀愛什麼的           |                       |

### 分組參加曲
TeamA 4th Stage「正在戀愛中」復活公演
※與石田晴香一起擔任大江朝美的代役
研究生「正在戀愛中」公演
1. 7時12分の初恋

※與石田晴香一起擔任替補
TeamA 5th Stage「恋愛禁止条例」公演
1. 傲嬌女生!

※北原里英休演時擔任原･大島麻衣的代役
TeamB 4th Stage「偶像的黎明」
1. 残念少女
2. 天国野郎（伴舞）

※平嶋夏海的全員曲代役
Team研究生 「偶像的黎明」公演
1. 口對口的巧克力
2. 残念少女（瓜屋茜畢業後）

TeamK 6th Stage「RESET」公演
1. 逆轉的王子殿下
2. 心端的沙發※

※梅田彩佳･藤江れいな的後備

## 演出

### 電視劇
- 馬路須加學園 第11話・最終話（2010年2月5日・3月26日、東京電視台） - 飾演 マユミ
- 馬路須加學園2 第2話 - 最終話（2011年4月15日 - 29日・5月13日 - 6月3日・17日 - 7月1日、東京電視台） - 飾演 ジャンケン
- So long ! 第2夜（2013年2月12日、日本電視台） - 飾演 學生

### 綜藝節目
- 周刊AKB（2010年3月19日 - 不定期出演、東京電視台）
- AKBINGO!（2010年11月17日 - 不定期出演、日本電視台）
- PigooRadio〜Mousa（2011年4月18日 - 、エンタ!371）
- 明星尋找太郎（2011年8月5日 - 9月24日、不定期出演、東京電視台）
- 微妙〜（2011年10月6日 - 2012年2月16日、光TV）
- 原來如此！高校（2011年10月13日、日本電視台）
- AKB48的你、是誰?（2012年4月12日 - 不定期出演、NOTTV）
- AKB48的真格挑戰（2012年8月31日 - ひかりTV）
- Mousa四姉妹（2013年2月16日、Enter371）

### 廣播
- ON8「柱NIGHT! with AKB48」（2010年3月1日、bayfm）

### 舞台劇
- AKB歌劇團「∞・Infinity」（2009年10月30日 - 11月8日、THEATER G-ROSSO） - 飾演 下級生

### 遊戲
- AKB 1/48 愛上偶像（2010年12月23日、NBGI）
- AKB 1/48 愛上偶像 in 關島（2011年10月6日、NBGI）
- AKB1/149 戀愛總選舉（PSP・PS Vita用、2012年12月20日預定、NBGI）

## 書籍

### 短篇小說集
- 不能說的戀心（2014年1月31日、KADOKAWA）

### 日曆
- 内田眞由美 2012年月曆（2011年11月19日、ハゴロモ）
- 桌面 内田眞由美 2013年月曆（2012年12月7日、ハゴロモ）

### 隨筆寫真
- 滲入岩石的“内田”之聲（2013年2月22日、新人物往来社）

## 外部連結
- AKB48官網個人介紹頁 （页面存档备份，存于）（日語）
- Runavion個人資料頁 （页面存档备份，存于）
- （日語）Mousa個人資料頁
  - （日語）内田プロデュース
  - （日語）新 内田プロデュース
- （日語） 内田眞由美 官方部落格「まゆみのまんま」 Powered by Ameba（2010年6月3日 - ）
- （日語）內田真由美的X（前Twitter）（2014年2月4日 - ）
- （日語）YouTube上的內田真由美頻道